# Konopelka, Kiverți
Konopelka (în ucraineană Конопелька) este un sat în comuna Sokîrîci din raionul Kiverți, regiunea Volînia, Ucraina.

## Demografie
Componența lingvistică a localității Konopelka
     Ucraineană (98,63%)
     Rusă (1,37%)
Conform recensământului din 2001, majoritatea populației localității Konopelka era vorbitoare de ucraineană (98,63%), existând în minoritate și vorbitori de rusă (1,37%).